# Tamás Szombathelyi
Tamás Szombathelyi (ur. 1 maja 1953 w Budapeszcie) – węgierski pięcioboista nowoczesny, wicemistrz olimpijski z Moskwy (1980) indywidualnie i drużynowo, wielokrotny medalista mistrzostw świata.

## Kariera sportowa
Jego największym sukcesem w karierze było wicemistrzostwo olimpijskie w 1980 indywidualnie i drużynowo (z Tiborem Maracskó i László Horváthem). W 1981 został brązowym medalistą mistrzostw świata indywidualnie, a w drużynie wywalczył brązowy medal (z Lajosem Dobi i Attilą Császári), w 1983 został wicemistrzem świata indywidualnie i drużynowo (z László Fábiánem i Gáborem Pajorem).